# موكب ديني في مقاطعة كورسك

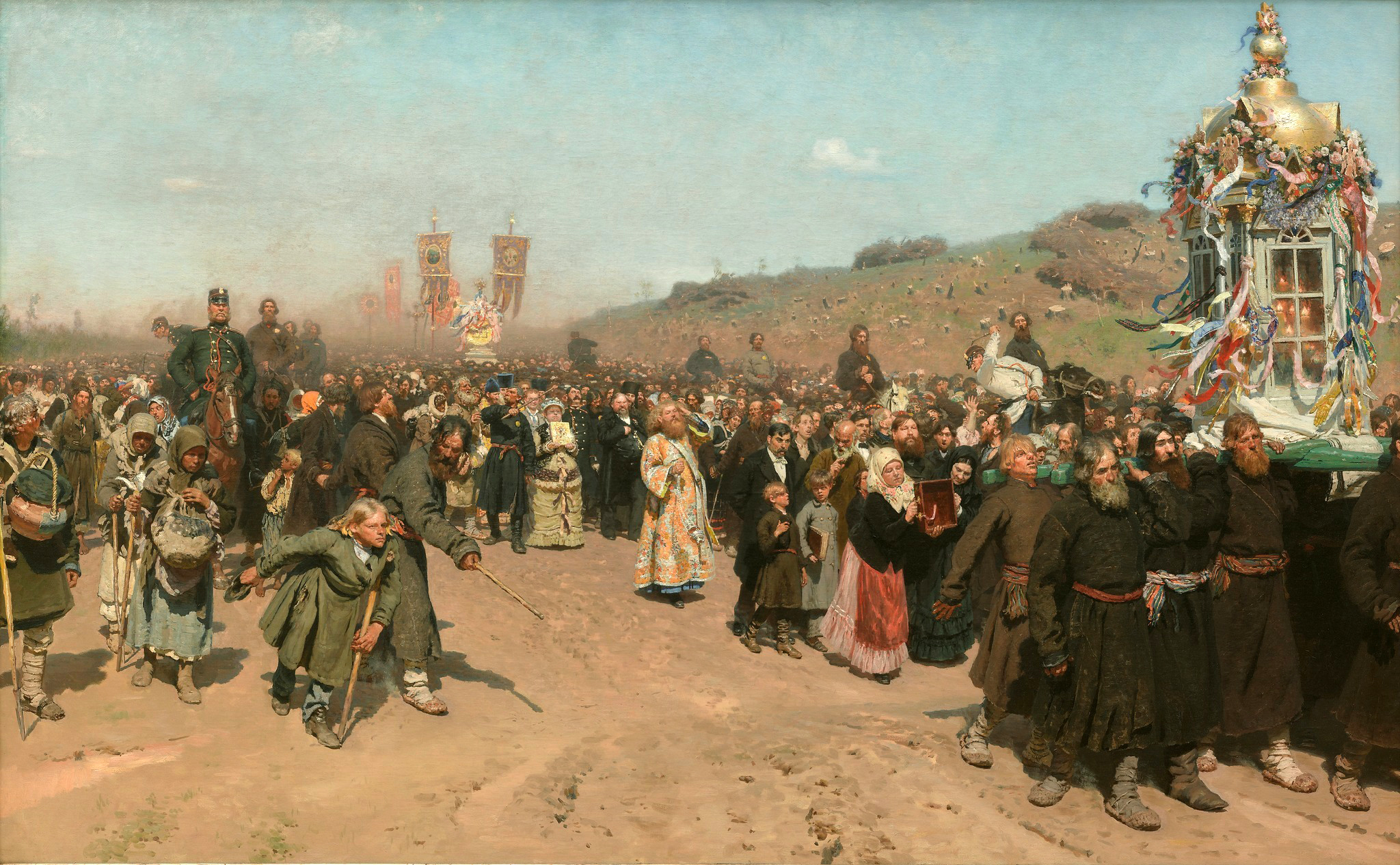
«موكب ديني في مقاطعة كورسك» من غاليري تريتياكوف في موسكو (175 × 280 سم).

 موكب ديني في مقاطعة كورسك (بالروسية: Крестный ход в Курской губернии) هي لوحة زيتية ذات حجم كبير للفنان والنحات الواقعي ايليا ريبين (1844-1930). تم الانتهاء من العمل في الأعوام مابين 1880 و1883 ويظهر العمل تجمع حماسي لحشود أثناء حضورها طقوس دينية سنوية (التطواف) حاملين الأيقونة الشهيرة «سيدة كورسك» من موطنها في دير كورينايا إلى المدينة القريبة من كورسك في روسيا الغربية.
يمر الموكب عبر أجواء مُغبرّة يقودهم كهنة ارثوذكسيين متحزمين ويحملون الأيقونات والأكاليل والرايات فوق رؤوسهم. ويقودون خلفهم حشداً معظمهم من الفلاحين، وبعض المتسولين والعاجزين وضباط من الشرطة والجيش وبعض من نخبة القوم. أدت لوحة موكب ديني إلى جدال واختلاف عندما عُرضت لأول مرة لوجود رجل يبدو في حالة سكر يحمل الأيقونة الدينية فيها.
هذا العمل هو استمرار لأراء وتعليقات ريبين الصامتة عن الوسط الاجتماعي في أعماله وتسلط الضوء على التجاوزات المعروفة من قبل كل من الكنيسة والدولة. كتب ريبين عن العمل «أنني أطبق كل عزمي وقوتي الضئيلة في محاولة لإعطاء تجسيد حقيقي لأفكاري، فالحياة من حولي تزعجني وتقلق مضجعي وتحرمني من أي سلام – فهي تتوسل إلي لعرضها في لوحة..."